# Hameln

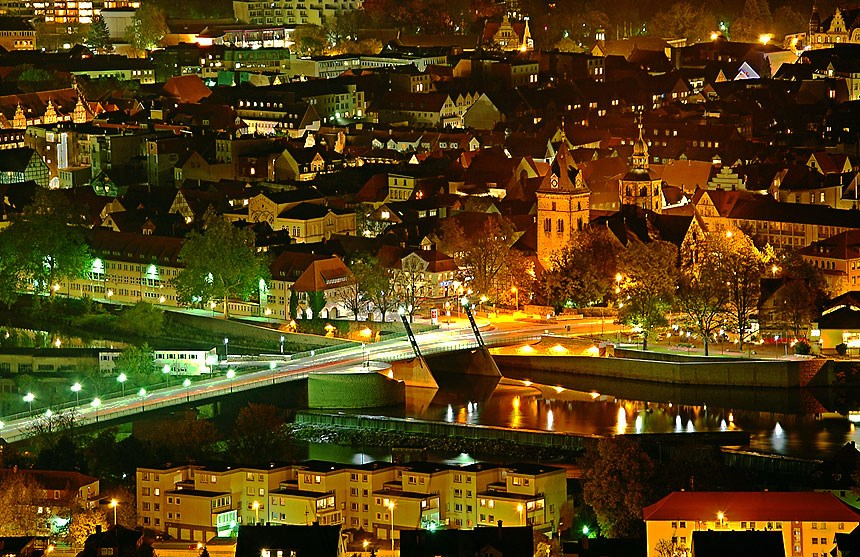
Noc w Hameln

Hameln – miasto w północnych Niemczech, w południowo-wschodniej części kraju związkowego Dolna Saksonia nad rzeką Wezerą na Pogórzu Wezerskim, siedziba powiatu Hameln-Pyrmont.

Miasto znane jest na świecie za sprawą braci Grimm i ich baśni Flecista z Hameln opisującej wydarzenie, które ponoć naprawdę miało miejsce w 1284 r., choć w rzeczywistości przebiegło inaczej, niż opisuje to legenda.

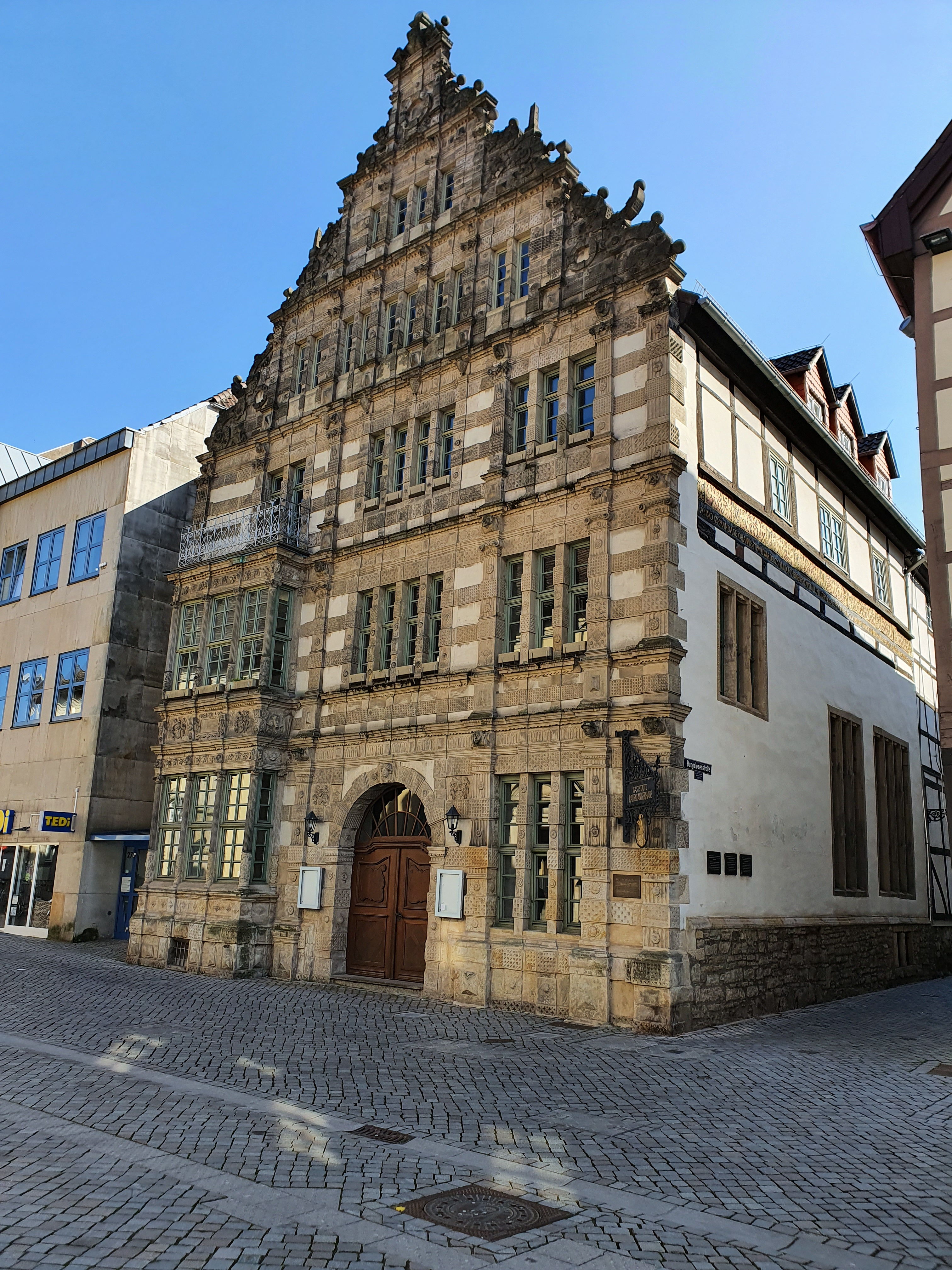
Dom flecisty z Hameln

## Historia
Początki miasta sięgają 851, kiedy to w Hameln powstał klasztor, a następnie wieś w jego sąsiedztwie. Rozwój miejscowości spowodował, iż Hameln otrzymało prawa miejskie w XII wieku. W XV i XVI wieku miasto było członkiem Ligi Hanzeatyckiej. Wydarzenia tzw. Exodus Hamelensis zapoczątkowane na tych ziemiach w roku 1284 dały początek saskiemu osadnictwu na ziemiach polskich i czeskich.
W 1945 r. w Hameln utworzono więzienie, w którym po wojnie wykonano ponad 200 wyroków śmierci na niemieckich zbrodniarzach i zbrodniarkach wojennych skazanych w procesach: norymberskim, załogi Bergen-Belsen, załogi Ravensbrück.

## Transport
W mieście znajduje się stacja kolejowa.

## Osoby urodzone w Hameln
- hr. Friedrich Wilhelm von Reden (23 marca 1752) – minister w rządzie pruskim, założyciel przemysłu na Górnym Śląsku.

## Współpraca
- Herford, Nadrenia Północna-Westfalia
- Kalwaria Zebrzydowska, Polska
- Quedlinburg, Saksonia-Anhalt
- Saint-Maur-des-Fossés, Francja
- Torbay, Wielka Brytania